# Torre Opera
La Torre Opera, situata a Pescara vicino al Tribunale nel rione "Porta Nuova", è un edificio direzionale e residenziale progettato dall'architetto Mario Botta.

## Architettura

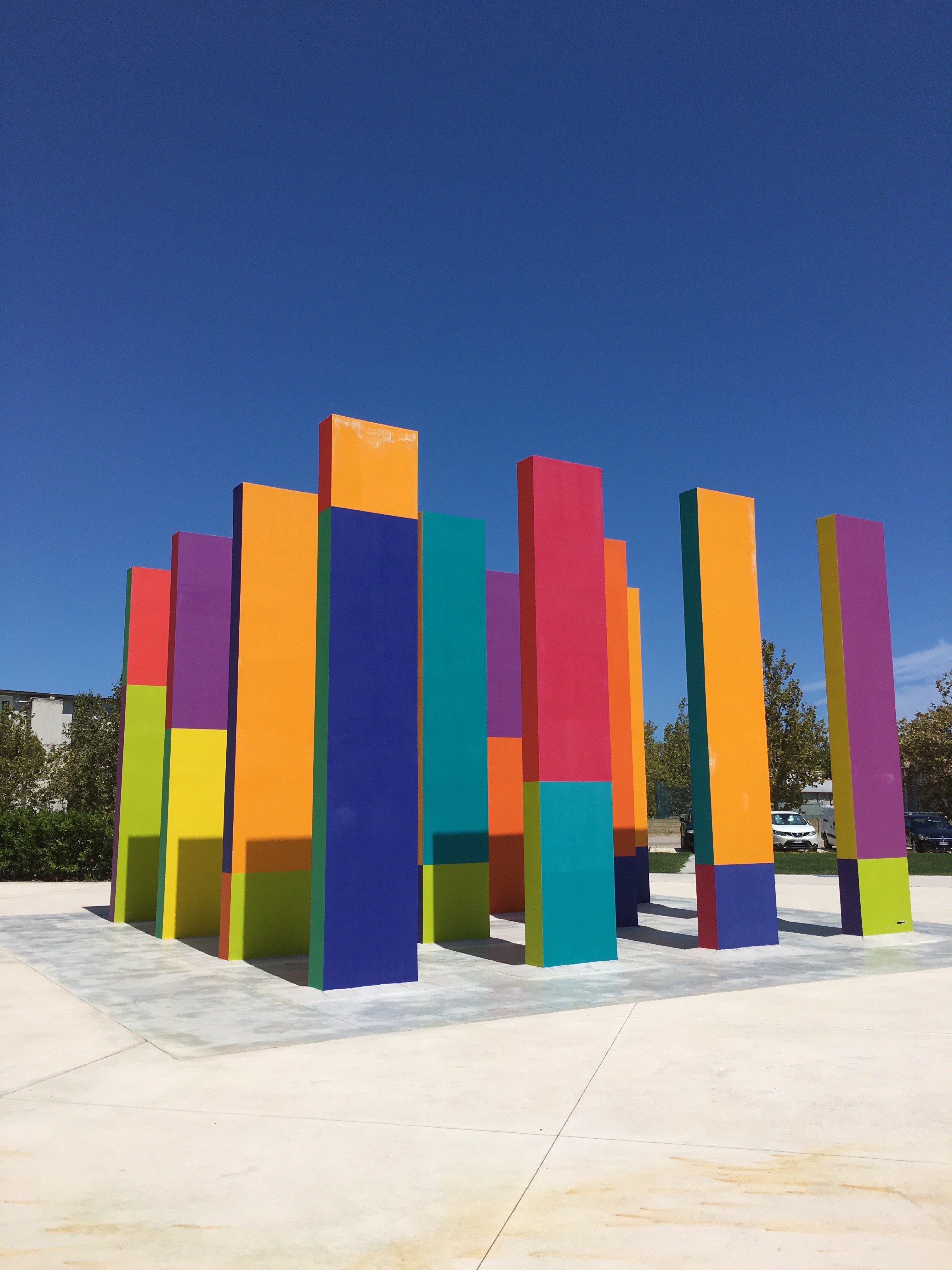
Il giardino incantaro di Summa

L’edificio si ispira alla forma di un fiore ed è accompagnato dal "Il giardino incantato” di Franco Summa, un'opera che rappresenta una serie di alberi astratti e colorati, che dall'alto formano un quadrato.
La torre è costituita da quattro corpi di altezze diverse di cui il più alto ha un’altezza di 54 metri.